# Клодий Цельсин Адельфий
Клодий Цельсин Адельфий (лат. Clodius Celsinus Adelphius) — римский государственный деятель середины IV века.
Адельфий был женат на поэтессе Фальтонии Пробе, в браке с которой родилось два сына: Квинт Клодий Гермогениан Олибрий (консул 379 года) и Фальтоний Проб Алипий (префект города). Его жена обратилась в христианство после 353 года, а затем, вероятно, за ней последовал и Цельсин. Он, возможно, посвятил надпись рядом с главным алтарём базилики Сант-Анастазия или погребальную надпись в честь жены.
До 333 года Адельфий был корректором провинции Апулии и Калабрии, центр которой находился в Беневенте, бывшего под его патронатом. В 351 году он был проконсулом неизвестной провинции, вероятно, Африки. В то время он уже был женат на Пробе. С 7 июня по 18 декабря 351 года Адельфий занимал должность префекта города Рима при узурпаторе Магненции. В этот период он был обвинён неким Дором в заговоре против Магненция. Вполне вероятно, причиной обвинения было стихотворение Пробы, написанное в честь победы императора Констанция II над узурпатором.